# 木村白山
木村 白山（きむら はくざん、生没年不詳）は、大正後期から昭和初期にかけて活躍した日本のアニメーター、映画監督。日本初のポルノアニメーション『すヾみ舟』の作者として名が知られる。
出生や経歴に関しては殆ど知られておらず、名前の正確な読みも不明で「木村某と白山某の合同ペンネーム」という説もある。

## 人物・来歴

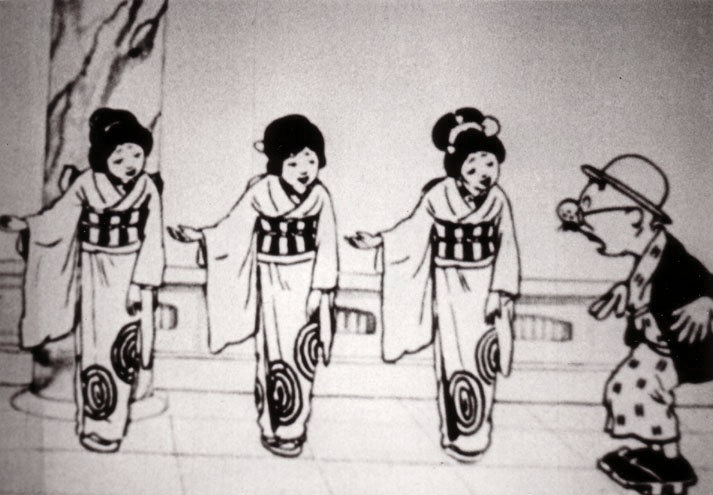
ノンキなトウサン 竜宮参り

当初は映画館の絵看板や博覧会の背景画などを描いていたが、海外から輸入された漫画映画を見て興味を持ち、1920年代前半頃に北山映画製作所の橋口壽（生没年不詳）に動画の指導を受けた後、朝日キネマ合名社の依頼で制作した時代劇アニメ『赤垣源蔵徳利の別れ』（1924年）でデビューする。翌1925年には『勤倹貯蓄 塩原多助』『実録忠臣蔵』を発表し、それまで児童もの指向であった日本アニメ界に劇画調の大人の世界を開拓した。
白山の作風は非常に個性的かつ独創的で、漫画調から劇画調まで多彩な筆致を駆使しながら、時には妖艶な美女も描いた。なかには『御國の爲に』（1928年）といったシュールな作品も存在する。また麻生豊の4コマ漫画『ノンキナトウサン』のアニメーション化や文部省映画の受託なども行った。
その傍ら3年の歳月をかけて日本初のポルノアニメーション『すヾみ舟』（1932年）を自主制作するが小石川警察署に検挙され、フィルムの押収という憂き目にあう。その後はアニメ界と疎遠になり、日本空軍が中国で活躍する戦争アニメ『荒鷲』（1938年）を最後にアニメを離れ、戦中は画帖の戦争挿画などで絵筆を振るった。
戦後の消息や活動は長らく不明であったが、白山の師匠筋である橋口壽と関わりがあったアクメ商会の系譜を引く幻灯機メーカーの奥田商会が製作した幻燈に「作画：木村白山」というクレジットのある作品（長篇幻燈『アクメスライド 如是姫 善光寺縁起』など）が近年見つかっている。
うしおそうじの回想によれば、東宝に入社したばかりの頃、先輩諸氏から『すヾみ舟』の素晴らしさをさんざん聞かされたというが、ついに見せてもらえなかったという。

## フィルモグラフィ
作画・演出・監督など
| 公開年           | 作品名                                            | 製作/配給会社                                          | 特記事項                                                           |
| ---------------- | ------------------------------------------------- | ------------------------------------------------------ | ------------------------------------------------------------------ |
| 1924年           | 赤垣源蔵徳利の別れ                                | 朝日キネマ合名社                                       | デビュー作 画風は墨絵の劇画調                                      |
| 1924年           | 蟹満寺縁起                                        | 朝日キネマ合名社                                       | 内田吐夢・奥田秀彦合作                                             |
| 1925年           | 勤倹貯蓄 塩原多助                                 | 朝日キネマ合名社 奥田商会（41年版）                    | 41年に松井美明の解説を入れて 活弁トーキー化                        |
| 1925年           | 実録忠臣蔵                                        | 朝日キネマ合名社                                       |                                                                    |
| 1925年           | ノンキナトウサン 竜宮参り                         | アヅマ映画社 朝日キネマ合名社 モリモト映画社（42年版） | 42年に牧野周一の解説を入れて 「夢の浦島」の題で活弁トーキー化      |
| 1926年           | のんきなとうさん 山崎街道・定九郎とサツマイモの巻 | 三菅谷映画製作所                                       |                                                                    |
| 1926年           | 松ちゃんの剛勇                                    | 朝日キネマ合名社                                       |                                                                    |
| 1926年           | 松ちゃんの定九郎                                  | 朝日キネマ合名社                                       | 尾上松之助の似顔漫画                                               |
| 1926年           | 映画劇 夜討曽我                                   | 朝日キネマ合名社                                       | 別題「曽我兄弟」                                                   |
| 1926年           | 忠臣蔵                                            | 朝日キネマ合名社                                       |                                                                    |
| 1927年           | 新・塩原多助                                      | 不明                                                   | 前作の一部をカットした改訂版                                       |
| 1927年           | 福の神と貧乏神                                    | 不明                                                   | 山本早苗合作?                                                      |
| 1928年           | 漫畫 魚の國                                       | 文部省                                                 | 国立映画アーカイブ所蔵                                             |
| 1928年           | 御國の爲に                                        | サクラグラフ                                           | 別題「日の丸は輝く」                                               |
| 1928年           | 或る夏の夜の川端                                  | 岩松洋行                                               |                                                                    |
| 1928年           | 弥次喜多旅日記                                    | 岩松洋行                                               |                                                                    |
| 1928年           | 己を衛れ                                          | 岡本洋行                                               | 衛生知識を描いた動画                                               |
| 1928年           | 鬼の住む島                                        | 不明                                                   | 桃太郎の現代版                                                     |
| 1928年           | 太平洋横断飛行                                    | 不明                                                   |                                                                    |
| 1929年           | 凸坊猛獣狩                                        | 不明                                                   |                                                                    |
| 1929年           | 忍術チビスケ                                      | 不明                                                   |                                                                    |
| 1929年           | 海底百万弗                                        | 不明                                                   |                                                                    |
| 1929年           | 昭和の浦島                                        | アヅマグラフ社                                         |                                                                    |
| 1929年           | 実録忠臣蔵                                        | アヅマグラフ社                                         |                                                                    |
| 1930年           | 何が凸ちゃんを落第させたか                        | 国華映画                                               |                                                                    |
| 1931年           | 奴隷戦争                                          | 日本プロレタリア映画同盟                               |                                                                    |
| 1931年           | 三角の世界                                        | 振進キネマ社                                           | 原作・井上麗吉 当時の雑誌に広告があるが 実際に制作されたのかは不明 |
| 1932年           | すヾみ舟                                          | 自主制作                                               | 警察に原版を押収されたのち散逸 現在は国立映画アーカイブに所蔵      |
| 1933年           | まんが劇 與七郎の敬禮                             | 文部省                                                 | 国立映画アーカイブ所蔵                                             |
| 1935年           | 漫画 砂煙り高田のグラウンド                       | 奥田商会                                               | 国立台湾歴史博物館所蔵                                             |
| 1938年           | 荒鷲                                              | 佐藤線映画製作所                                       |                                                                    |
| 製作年月日未記載 | アクメスライド 如是姫 善光寺縁起                  | 奥田商会                                               | 原作・中山徳重、脚色・三樹茂 早稲田大学演劇博物館所蔵              |
| 製作年月日未記載 | 漫画桂小五郎と凸坊                                | 奥田商会                                               |                                                                    |
| 製作年月日未記載 | 砂煙高田馬場                                      | 奥田商会                                               |                                                                    |
| 製作年月日未記載 | アクメスライド 父の反省                           | 奥田商会                                               | 原作・雨宮義幸                                                     |

## 評価
- 渡辺泰 - 正規のルートでは公開されていないが、戦前（昭和七年）東京・小石川春日町にいた木村白山（だろうと推定されている）が製作したポルノ・アニメ『すヾみ舟』（1巻）が重要美術品（?）なみの傑作だと伝えられている。二巻物の予定が一巻でその筋に検挙され、流布されているのは35ミリ版の16ミリコピー版だそうだ。作品の画風は天明、寛政期の浮世絵の伝統があり、その上、近代洋画的なデッサンの写実性があったそうだ。作画に三年の日数を要したという全くのワンマン・アニメで、タイトルは提灯を釣った屋形船の屋根に町娘がもたれている構図がダブって花火をバックに同じく町娘のバストが錦絵風に出る。（中略）孤独のアニメ作家がひっそり製作したポルノ・アニメは日本のどこかに眠っているのだろうか。なお作品題名は「すゞみ舟」の他に「隅田川」「川開き」「花火」「マンガ」といった別名でも呼ばれ、ブルーフィルムの傑作の部に入るそうだ。『エマニエル夫人』に女子中、高校生が殺到し『愛のコリーダ』のオリジナル版をフランスまでツアーで見に行く世の中となってしまった。ポルノ・アニメの分野も、もっと芸術的な作品が出てもおかしくないのかも知れない[8]。
- 鷲谷花 - 木村白山は記録に残る日本最古のポルノアニメーション『すヾみ舟』の作者とされるアニメーターで、だとすれば『如是姫』の上半身裸の女性たちの総天然色の絵を、全くエロティックな関心抜きで描いたということもなかろう。また『蟹満寺縁起』はロッテ・ライニガー調影絵アニメ、『赤垣源蔵』は実写トレース調、日露戦争もの『御國の爲に』はマンガ的なキャラクターたちの中で横顔の乃木大将だけ実写トレース調で『空飛ぶモンティ・パイソン』のOPを彷彿とさせ、多彩なスタイルを使いこなせる作家だったのも確かである。結局ポルノアニメの作者かどうかも謎のままだが『勤倹貯蓄 塩原多助』のマンガ調の塩原多助に対しポスター美人調に描かれたお嬢さんや、トップレスの女性がやたら出てくる幻灯『如是姫』を見るに、きれいな女の人を描くのは嫌いじゃない、むしろ相当好きだった様子は伺われる[9]。
- うしおそうじ - 白山の消息は、その出生も検挙から解放後もいっさい謎である。ただ、わかっていることはアニメの世界に入る以前、若き日の白山は、映画館の絵看板や博覧会の大きな背景画を描かせると、右に出る者のないみごとなアルチザンであったそうな[4]。

## 関連人物
- 山本早苗 - 北山清太郎の門下生。木村白山とデビュー時期が同じである。